# Mantícora
La mantícora és un monstre amb cap humà o de dimoni, cos de lleó i cua de drac o d'escorpí. Té tres fileres de dents verinoses i fa un bram semblant al so d'alguns instruments de vent.
El seu origen es troba a la mitologia persa (el nom és la corrupció d'un terme que en aquesta llengua significa "menjador d'homes"), però la seva fama ve d'obres de cultura popular i jocs de fantasia. Apareix en nombrosos bestiaris medievals, que la situen als boscos d'Àsia (especialment a Indonèsia). Una particularitat d'aquest monstre és la manera com ataca: després de caure per sorpresa sobre la víctima i paralitzar-la amb el verí, la devora completament, de manera que no en queden ni la roba ni els ossos. El cristianisme associa la mantícora amb el diable, però també amb el profeta Jeremies.